# Ulrich Kirsch
Ulrich Kirsch (* 4. September 1951 in Merzhausen/Ziegenhain) war ein Oberst des Heeres der Bundeswehr und war von Anfang 2009 bis 2013 Bundesvorsitzender des Deutschen Bundeswehrverbandes.

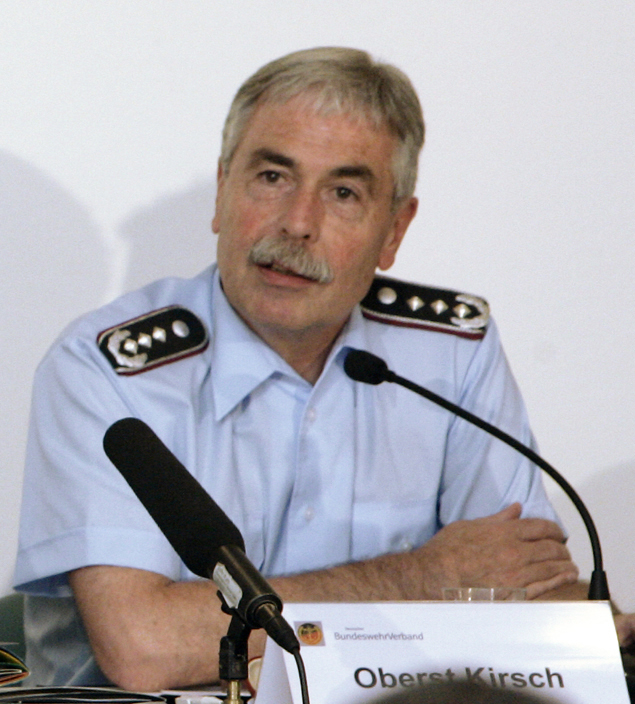
Ulrich Kirsch, 2010

## Militärische Laufbahn
1971 trat Kirsch in den Dienst der Bundeswehr und absolvierte die Allgemeine Grundausbildung als Fernmelder beim Luftwaffenausbildungsregiment in Roth. Es folgte die Offizierausbildung. Von 1971 bis 1973 diente er in der Flugbetriebsstaffel des Jagdbombergeschwaders 32 (JaboG 32) in Lechfeld. 1973 erfolgte die Versetzung nach Neubiberg, wo Kirsch bis 1975 den Offizierlehrgang in der III. Inspektion an der Offizierschule der Luftwaffe absolvierte.
Von 1975 bis 1977 war er wieder beim JaboG 32 in Lechfeld eingesetzt und diente dort als Zugführer in der Unteroffizierlehr- und Sicherungsstaffel. Im Anschluss wurde er ebenfalls in Lechfeld bis 1979 als ABC- und Selbstschutzoffizier im Stab der Fliegerhorstgruppe des Jagdbombergeschwaders eingesetzt. Von 1979 bis 1981 diente Kirsch als Staffelchef der Sicherungsstaffel des Flugkörpergeschwaders 1 in Lechfeld.
1981 erfolgte mit der Versetzung nach Sonthofen an die ABC- und Selbstschutzschule sein Übertritt zum Heer. Bis 1982 war Kirsch dort Schüler in der Stabsgruppe, im Anschluss daran bis 1984 Hörsaalleiter für Reserveoffizierlehrgänge. Ab 1984 war Kirsch als Kompaniechef der ABC-Abwehrlehrkompanie 4 in Sonthofen eingesetzt und führte diese bis 1986. Es folgte die Versetzung nach Köln und die Verwendung als Adjutant des Amtschefs des dortigen Heeresamtes von 1986 bis 1987.
1987 kehrte Kirsch zurück nach Sonthofen und war bis 1991 Hörsaalleiter der Chefs-/Bataillonskommandeurlehrgänge der ABC-Abwehrtruppe. Von 1991 bis 1994 diente er dann an der Offizierschule des Heeres in München als Hörsaalleiter/Inspektionschef und Taktiklehrer der X. Inspektion. 1994 war er Stabsoffizier zur besonderen Verwendung als Truppenfachlehrer an der ABC/SeS-Schule in Sonthofen, um im Anschluss bis 1997 das Kommando über das ABC-Abwehrbataillon 705 in Bad Düben zu übernehmen. Danach war er wiederum in Sonthofen von 1997 bis 2002 als Leiter des Schulstabes der ABC/SeS-Schule und Kasernenkommandant der Jägerkaserne eingesetzt.
Es folgte von 2002 bis 2005 im Bonner Bundesministerium der Verteidigung eine Verwendung als Referent für ABC-Abwehr/Selbstschutz und Brandschutz im Führungsstab der Streitkräfte (FüS). Seit 2005 ist Kirsch Lehrgruppenkommandeur (Lehrgruppe A) der ABC-SeS-Schule. Zudem war Kirsch seit dem 29. November 2005 zweiter Stellvertretender Bundesvorsitzender des Deutschen Bundeswehrverbandes mit Dienstsitz in Berlin. Nach der Pensionierung von Bernhard Gertz folgte er diesem am 1. Januar 2009 als Bundesvorsitzender nach. Am 9. Juli 2009 erfolgte die Beförderung zum Oberst. Seit März 2010 ist er zudem Mitglied des Beirats für Fragen der Inneren Führung.
Bei der 19. Hauptversammlung des Deutschen Bundeswehrverbandes im November 2013 trat er nicht zur Wiederwahl an. Zu seinem Nachfolger wählten die Delegierten Oberstleutnant André Wüstner.

## Schriften (Auswahl)
- als Hrsg.: Darum Wehrpflicht! Zur aktuellen Debatte um die Zukunft der deutschen Wehrpflicht. Ein Beitrag es Deutschen BundeswehrVerbandes. Nomos, Baden-Baden 2010, ISBN 978-3-8329-5633-2. (= Forum innere Führung, Band 32)